# باول شيفر
باول شيفر هو سياسي ألماني، ولد في 18 يناير 1949 في ماينتس في ألمانيا. نشط حزبياً في الحزب الديمقراطي الاجتماعي الألماني وحزب اليسار والحزب الشيوعي الألماني. وقد انتخب نائب عن الجمعية البرلمانية لمجلس أوروبا ‏ لترشحه ضمن قائمة ألمانيا، (23 يناير 2006 – 25 يناير 2010) وانتخب عضو الجمعية البرلمانية لحلف الناتو ‏ وانتخب عضو في البوندستاغ الألماني خلال فترته النيابية ‏ (18 أكتوبر 2005 – 27 أكتوبر 2009).